# Јасна Мајсторовић
Јасна Мајсторовић (Чачак, 23. април 1984) је српска одбојкашица која игра на позицији примача сервиса, а у репрезентацији игала је и на позицији либера. За реппрезентацију је наступала на Светском првенству 2010. и три пута на Европским првенствима. Највеће успехе са репрезентацијом остварила је 2007. када је освојено сребро на Европском првенству и бронза 2013. на Гран Прију. Са Рабитом из Бакуа 2011. освојила је Светско клупско првенство.

## Успјеси

### Репрезентативни
- Европско првенство: 2. место 2007,
- Универзијада : 2. место 2009,
- Европска лига : 1. место 2010,
- Светски гран при : 3. место 2013.

### Клупски
- Светско клупско првенство: 1. место 2011.
- Првенство Србије: 1. место 2001, 2005, 2007, 2008. и 2009.
- Куп Србије: 1. место 2003, 2007, 2008. и 2009.
- Првенство Швајцарске: 1. место 2006.
- Куп Швајцарске: 1. место 2006.
- Првенство Румуније: 1. место 2011.
- Куп Румуније: 1. место 2011.
- Првенство Азербејџана: 1. место 2012.
- Svetsko prvenstvo klubova 2012. 1. mesto
- Chalange cup 2016 1. mesto
- Francuski kup 2017